# Предзнак (музика)
У музичкој нотацији, предзнак је знак којим се нота сваког основног тона може повисити или снизити.
Зависно од употребе, предзнаци могу бити:
1. Случајни или акциденталије (фр. accidents,   или лат.  = случај). Они се пишу само испред ноте, на истој линији или празнини и односе се само на истоимене ноте у том такту  .
2. Стални или предзнаци уз кључ или арматура. Ови предзнаци се пишу само иза нотног кључа и важе стално за све истоимене ноте у композицији. Представљају тоналитет композиције  .
3. Подсетнички или сигурносни. Ови предзнаци стоје испред ноте у загради и подсећају извођача да неки знак још важи:  или не важи: .

## Три предзнака
- Повисилица (крст  {\displaystyle \sharp } ) је предзнак који повишава тон за пола степена. Основном имену ноте додаје се наставак ис: цис, дис, еис, фис, гис, аис, хис. Повисилица се пише испред ноте  . Уколико припада некој лествици, пише се иза кључа, на истој линији или празнини на којој се налази тон који треба променити.

- Снизилица (бе  {\displaystyle \flat } ) је предзнак који снижава тон за пола степена. Основном имену ноте додаје се наставак ес: цес, дес, ес, фес, гес, ас (уместо аес, снижени тон а изговара се „ас“), хес. Снизилица се пише испред ноте  или иза кључа уколико припада некој лествици.

- Разрешница ({\displaystyle \natural } ) је знак којим се повишена или снижена нота враћа на првобитни, основни облик. Пише се испред ноте  .

## Двоструки предзнаци
- Двострука повисилица ( уместо {\displaystyle \sharp \sharp } ) повишава ноту за два полустепена (тј. за цели степен). Бележи се испред ноте  . Основном имену ноте додаје се наставак исис (нпр. ц - исис = цисис; ф - исис = фисис; г - исис = гисис).

- Двострука снизилица ({\displaystyle \flat \flat } ) снижава ноту за два полустепена (тј. за цели степен). Бележи се испред ноте  . Основном имену ноте додаје се наставак есес (нпр. ц - есес = цесес; али e - есес = есес; ха - есес = хесес, а не бесес).
- Двострука разрешница ({\displaystyle \natural } {\displaystyle \natural } ) је знак који поништава (разрешава) важност претходно написане двоструке повисилице или снизилице. Бележи се испред ноте  .

## Примери са предзнацима
- Ако се у почетку такта једна нота повиси и ако се у наредним тактовим деловима појави иста та нота (једанпут, двапут...), повисилица се односи и на ту исту ноту или ноте. У наредном примеру повисилица се односи и на четврти тактов део - нота ф је повишена у ноту фис:  . Ако четврта четвртина треба да буде нота ф, онда испред ње мора да се стави разрешница, као што то показује следећи пример:

- Ако је последњи тактов део снижен (или повишен) и луком повезан за исту ноту, предзнак се не пише поново испред ноте, као што то показује следећи пример:  .

- Предзнаци се пишу у висини нотне главе и испред ње , а не у висини помоћних линија, тј. испред њих  .